# Rupicola peruvianus
El gallito de las rocas peruano (Rupicola peruvianus), denominado tunqui (en quechua) o simplemente gallito de las rocas, es una especie de ave paseriforme de la familia Cotingidae, una de las dos perteneciente al género Rupicola.  Es nativo de la región andino - amazónica del noroeste y oeste de América del Sur. Su pariente más cercano es el gallito de las rocas guayanés Rupicola rupicola y es notable por la increíble belleza de su plumaje. En Ecuador se lo puede encontrar en las estribaciones occidentales de los Andes. Es el ave nacional del Perú. 

## Nombres populares
Se le denomina también gallito de las rocas de los andes (en Perú), gallito de las sierras (en Venezuela), gallo de la peña andino (en Ecuador), gallito o gallo de roca andino (en Colombia), gallito de monte, berreador o chaperón.[cita requerida]

## Distribución y hábitat

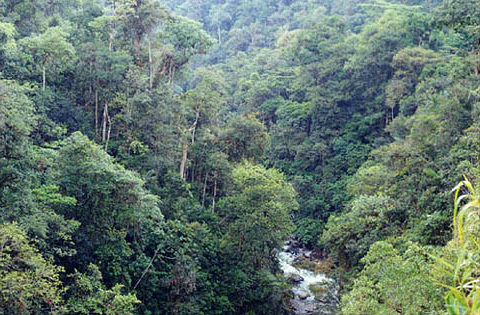
Bosque andino del Parque Nacional Podocarpus, en Ecuador, ejemplo de hábitat de la especie.

Se distribuye por los contrafuertes andinos desde el oeste de Venezuela pasando por Colombia, Ecuador y Perú hasta el centro oeste de Bolivia.
Esta especie es considerada localmente no poco común en su hábitat natural, los altos y húmedos bosques de neblina de la Amazonía ubicados en la vertiente oriental de la cordillera de los Andes
entre los 500 y 2400 metros de altitud, donde prefiere los barrancos y quebradas (también conocidos como yungas).
Hace décadas los gallitos de las rocas se encontraban, no solamente en las vecindades del Orinoco, sino en las matas de monte vecinas al agua, en los climas medios y fríos de todo el país, pero su belleza incomparable y su popularidad los convirtió, desde principios del siglo pasado, como se lee en el testimonio de Humboldt, en aves perseguidas por muchos, Actualmente está sufriendo fuerte presión de captura y tráfico teniendo en cuenta que un ejemplar puede alcanzar $ 7,000 en el mercado ilegal externo.[cita requerida]
Por estas razones, se puede considerar que los gallitos de las rocas están en peligro de extinción,[cita requerida] pese a su clasificación actual como «preocupación menor» en la Lista Roja de la Unión Internacional para la Conservación de la Naturaleza (UICN).

## Descripción

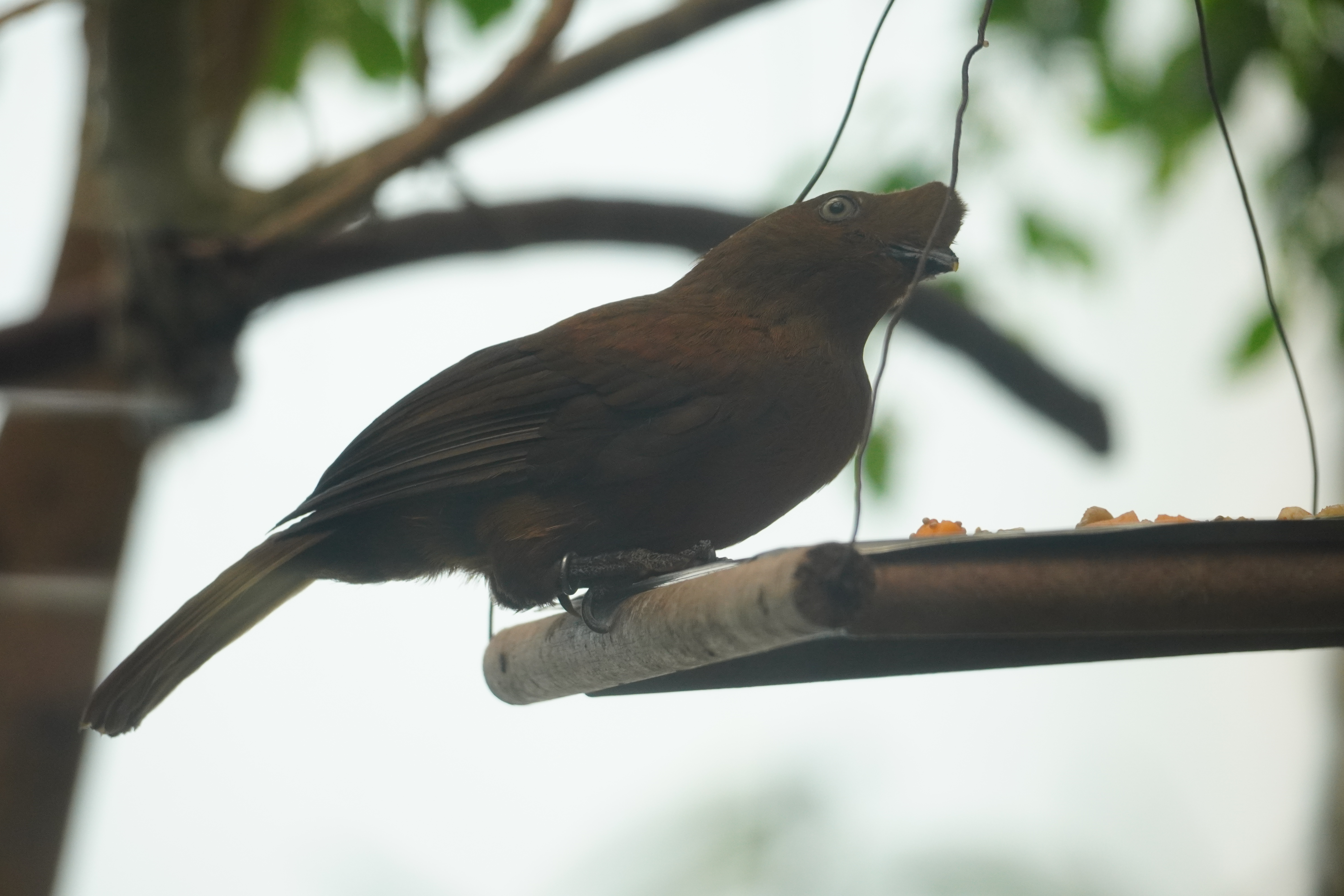

Presentan un marcado dimorfismo sexual. El macho posee un plumaje muy colorido, combinación de naranja y negro. Las hembras, en contraposición, poseen un plumaje de color austero y apagado, dominado por tonos en marrón. Se alimenta sobre todo de frutos diversos cuyas semillas digiere y dispersa siendo así un instrumento de la naturaleza en la preservación de su entorno ecológico.

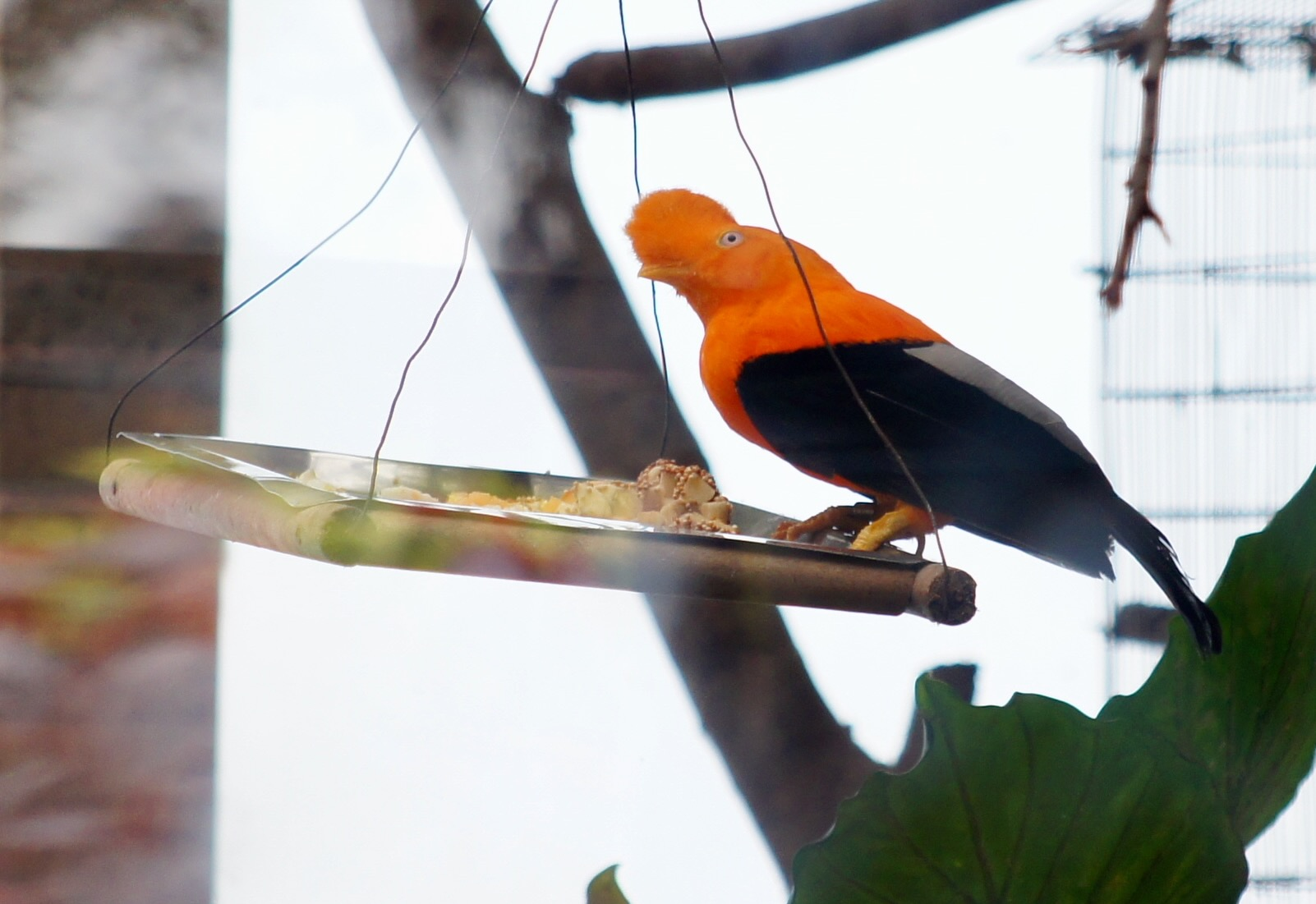
Gallito de las Rocas en cautiverio, exhibiendo el dimorfismo sexual (El macho está arriba y la hembra, debajo)(Parque de las Leyendas)

El pico corto, las patas y los dedos son fuertes. Ambos sexos tienen una cresta de plumas en forma de disco permanentemente desplegada (mucho más grande en los machos). A pesar de los brillantes colores en los machos, por lo general son difíciles de observar cuando no están en sus campos de despliegue, pues son ariscos y viven en cascadas muy profundas o en colinas remotas de tierras bajas.

## Comportamiento
Por lo general es silencioso. Son principalmente diurnos, aunque tienen actividades al atardecer, donde salen a buscar frutas.

### Alimentación
El gallito de las rocas peruano es frugívoro, se alimenta de una gran cantidad de frutos silvestres (secos) e insectos, los que crecen en grandes cantidades en el bosque de montaña de las vertientes orientales andinas.

Los gallitos de las rocas son, sin duda, únicos, pero muchas de las aves más conspicuas de los bosques tropicales son también eminentemente frugívoras. Esto es consecuencia de que entre el 50% y 80% de los árboles de la selva amazónica producen frutas como mecanismo de propagación. Además de su probada abundancia, factores adicionales como la disponibilidad y diversidad de los frutos silvestres determinarán que sea posible hallar frutas en cualquier estación o época del año, aunque la calidad del alimento no sea la misma durante todo el año.

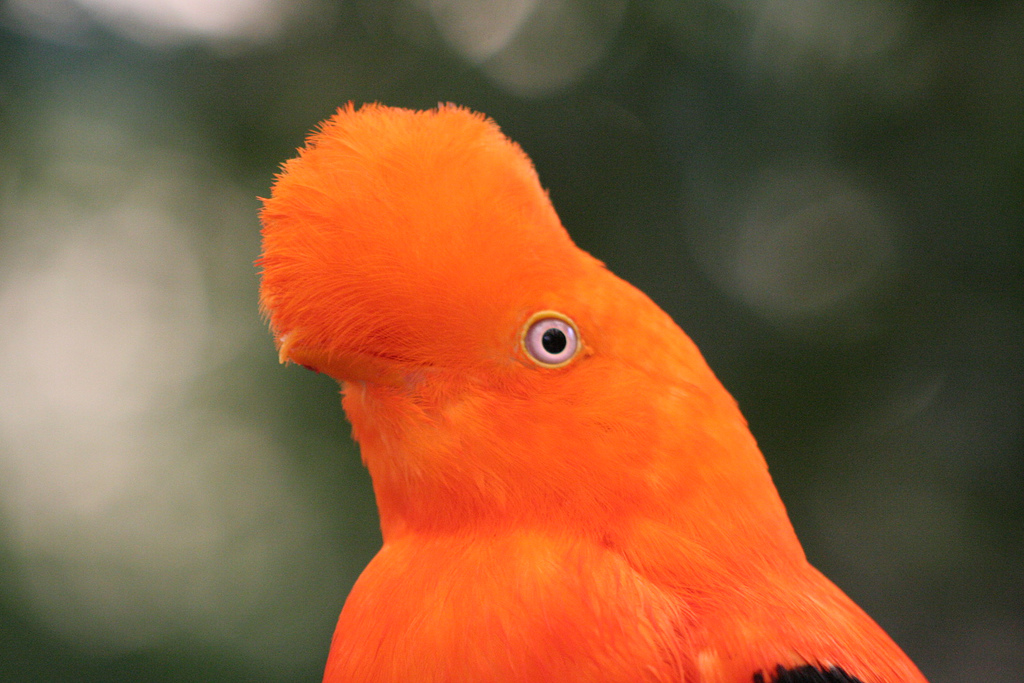
Cabeza de un macho, con su prominente cresta.

### Reproducción

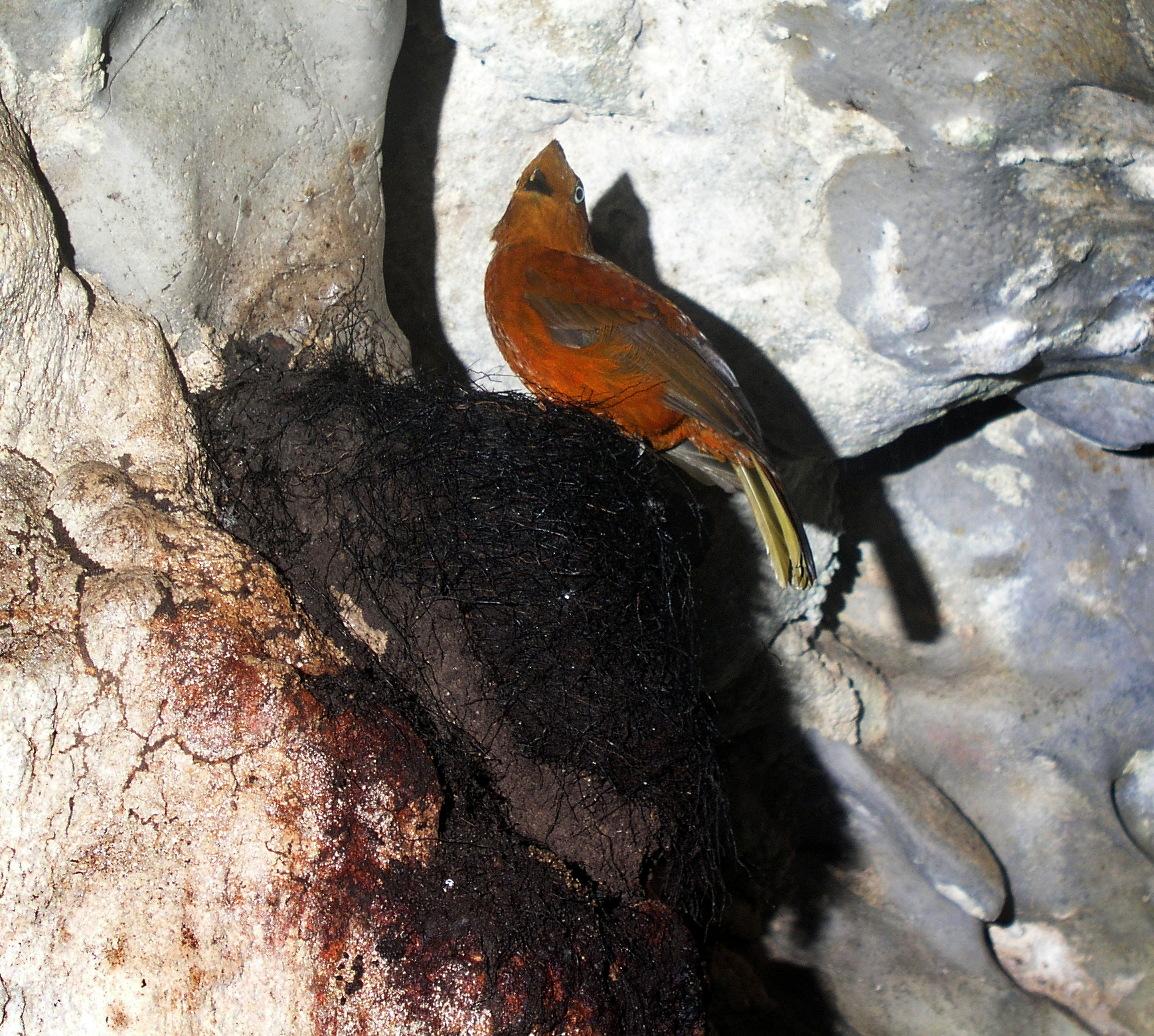
Hembra en el nido en la Cueva del Higuerón, Pardo Miguel, Rioja, San Martín, Perú.

Según las investigaciones realizadas por biólogos de campo, la abundancia de alimento en la zona donde habita permite que en poco tiempo el gallito de las rocas macho satisfaga sus necesidades alimentarias, quedando libre para dedicarse a su complejo sistema de competencia dentro de la bandada. La hembra, en cambio, se encarga sola de la incubación y el cuidado de las crías. Esta dedicación uniparental podría deberse a que el tráfico continuo del macho por las cercanías del nido atraería la atención de los depredadores (águilas, serpientes, hurones y coatíes), añadiendo un factor de riesgo al de por sí peligroso esfuerzo de criar una camada de polluelos. El color apagado de las hembras toma entonces un valor fundamental, ya que sirve, junto a sus poco conspicuos nidos, para evitar ser detectada por sus enemigos.
En un estudio realizado en el sudeste peruano mencionan que la reproducción se inicia en el mes de octubre con la formación de leks y termina con la incubación en los meses de noviembre a febrero, la hembra se encarga sola del cuidado del huevo y la cría, la incubación dura de entre 40 a 42 días, pero las crías permanecen con la hembra los primeros tres meses (Quispe & Florez, 2006)

### Vocalización
Cuando se exhiben en leks, emiten una variedad de llamados como graznidos y gruñidos sonoros que alcanzan la cacofonía cuando la hembra se aproxima. Ambos sexos emiten un alto y quejoso «uaank?» o «quaannk?», especialmente en vuelo.

## En la cultura popular
El gallito de las rocas es el ave nacional de Perú.
Su forma exótica es muy popular, pues su figura ha sido plasmada en grabados, pinturas y fotografías que se publican por doquier. La figura del gallito es el símbolo de la Sociedad Vallecaucana de Ornitología.

## Sistemática

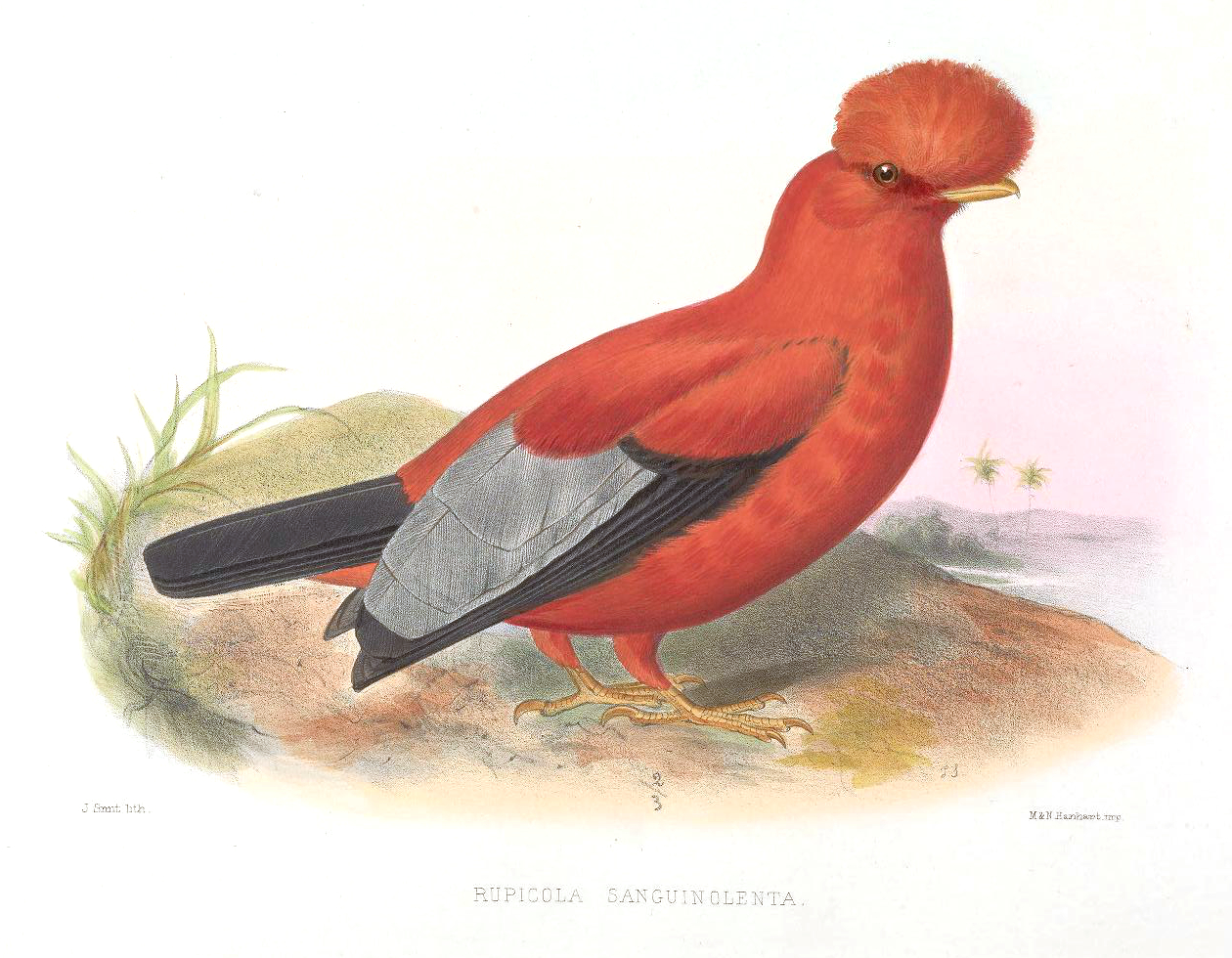
Rupicola peruvianus sanguinolentus, ilustración de Smit para Exotic ornithology: containing figures and descriptions of new or rare species of American birds, 1869.

### Descripción original
La especie R. peruvianus fue descrita por primera vez por el naturalista británico John Latham en 1790 bajo el nombre científico Pipra peruviana; la localidad tipo es «Chanchamayo, Junín, Peru».

### Etimología
El nombre genérico masculino «Rupicola» se compone de las palabras del latín «rupes, rupis» que significa ‘roca’, y «colere» que significa ‘habitante’; y el nombre de la especie «peruvianus», se refiere a Perú, país de la localidad tipo de la especie.

### Taxonomía
Berv & Prum (2014) produjeron una extensa filogenia para la familia Cotingidae reflejando muchas de las divisiones anteriores e incluyendo nuevas relaciones entre los taxones, donde se propone el reconocimiento de cinco subfamilias. De acuerdo a esta clasificación, Rupicola pertenece a una subfamilia Rupicolinae Bonaparte, 1853, junto a Carpornis, Phoenicircus y Snowornis.

### Subespecies

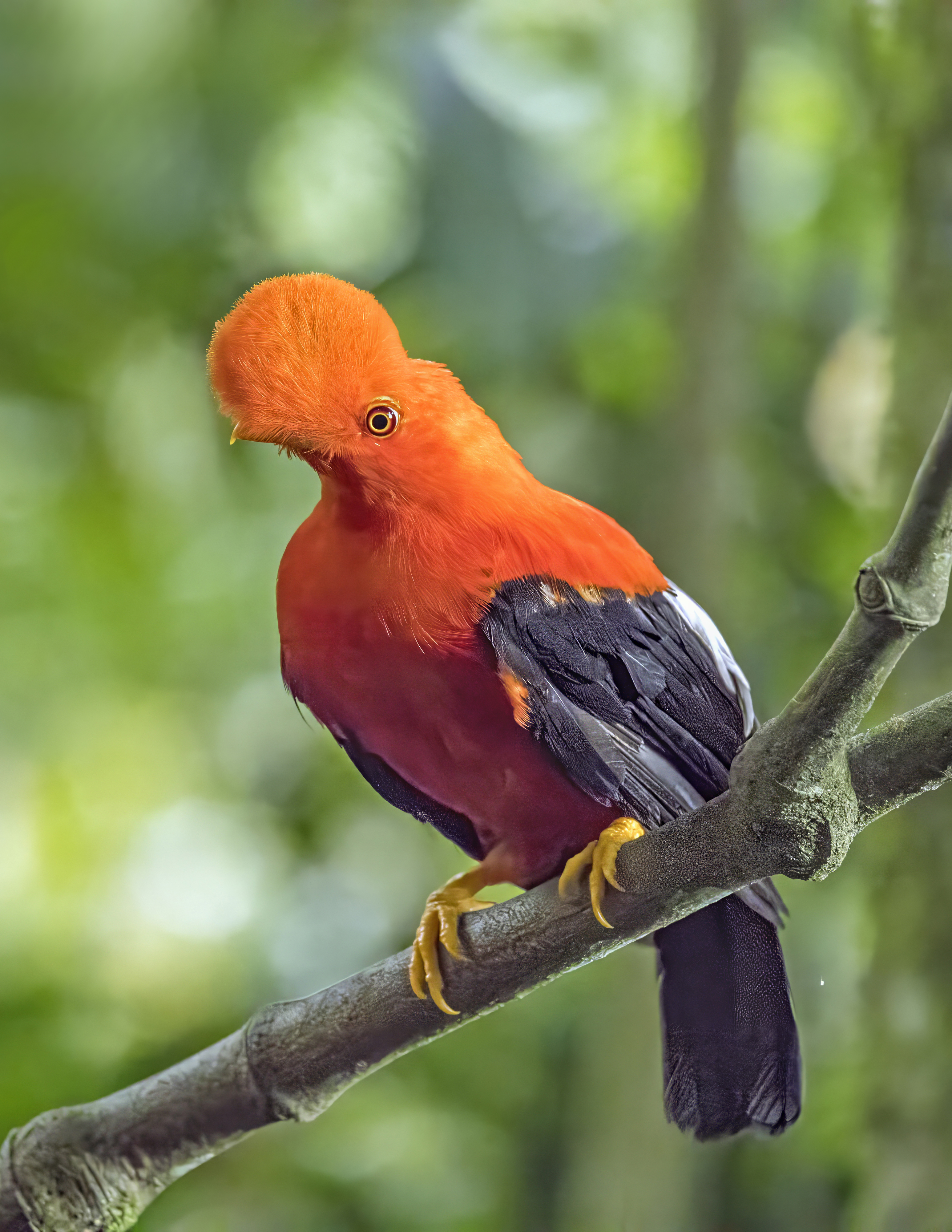
Rupicola peruvianus sanguinolentus macho, en Jardín de Rocas, Jardín, Antioquia, Colombia.

Según las clasificaciones del Congreso Ornitológico Internacional (IOC) y Clements Checklist/eBird, se reconocen cuatro subespecies, con su correspondiente distribución geográfica:
- Rupicola peruvianus sanguinolentus Gould, 1859 – Andes occidentales de Colombia y noroeste de Ecuador.
- Rupicola peruvianus aequatorialis Taczanowski, 1889 – Andes del oeste de Venezuela (noroeste de Barinas, Táchira), Andes centrales y orientales de Colombia, y pendiente oriental en Ecuador y Perú (hacia el sur hasta Amazonas y norte de San Martín).
- Rupicola peruvianus peruvianus (Latham, 1790) – centro de Perú (sur de San Martín hacia el sur hasta Junín).
- Rupicola peruvianus saturatus Cabanis & Heine, 1860 – sureste de Perú (hacia el sur desde Cuzco) y oeste de Bolivia (La Paz, Cochabamba).